# Миква

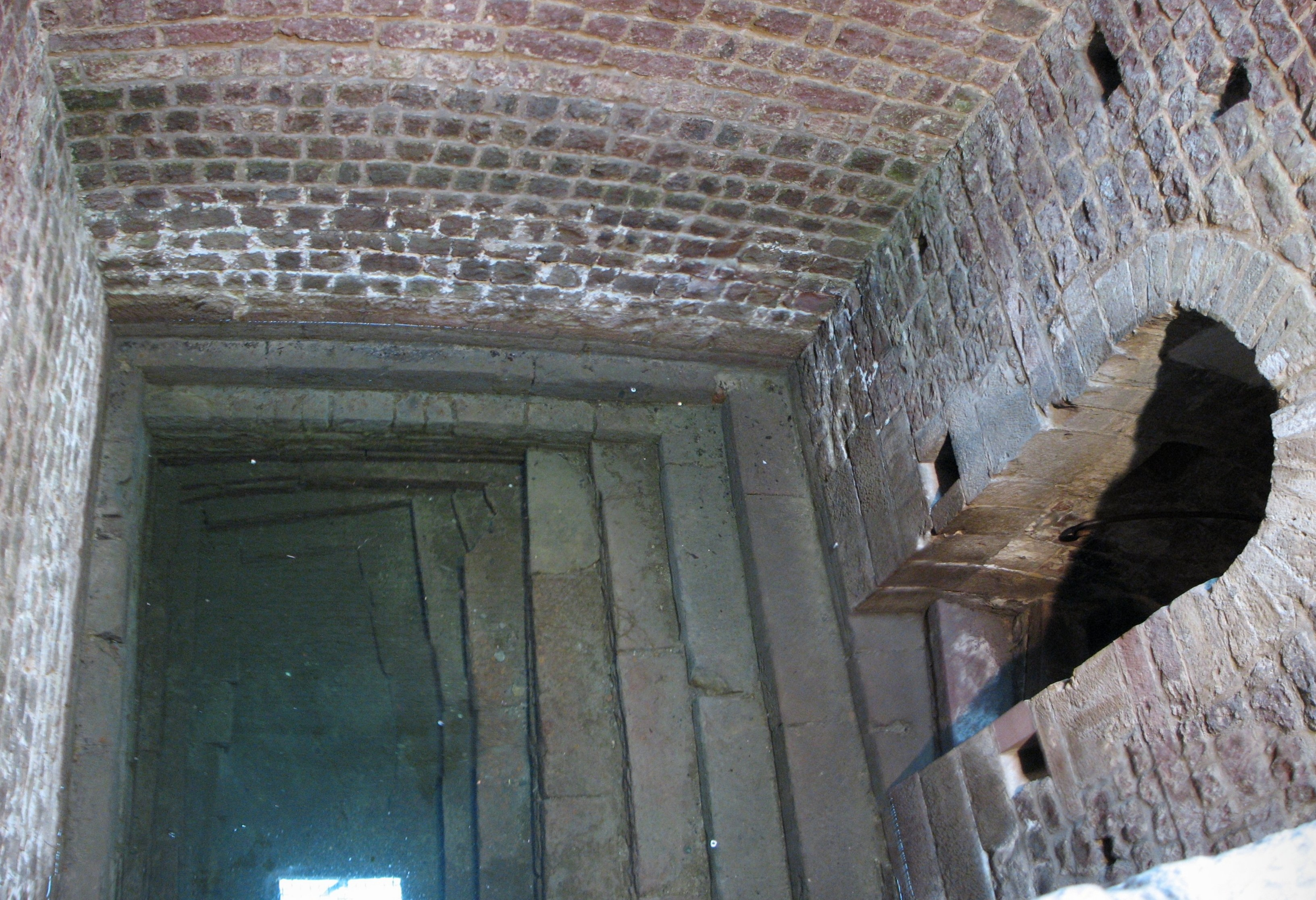
Старинная миква в Шпайере, датируемая 1128 годом

Ми́ква (ми́квэ, др.-евр. מִקְוֶה‬, сефард. микве́ — «скопление [воды]») в иудаизме — водный резервуар, в котором производится омовение (твила) с целью очищения от ритуальной нечистоты.
Миква представляет собой резервуар с минимальным количеством воды в 40 сеа (согласно различным подсчётам — от 250 до 1000 литров).

## Название
Слово миква впервые упоминается в Книге Бытия: «собрание вод (миква) назвал Он морями» (Быт. 1:10). Слово миква буквально означает собрание, скопление воды.

## Обязанность окунания в микву
В Торе упоминаются следующие ситуации, когда наступает осквернение (טומאה‎): прикосновение к мертвецу, прикосновение к тому, кто прикасался к мертвецу, пребывание под одной крышей с мертвецом, прикосновение к мёртвым животным, семяизвержение у мужчин, выделение менструальной крови у женщин, заражённость проказой или гонореей.

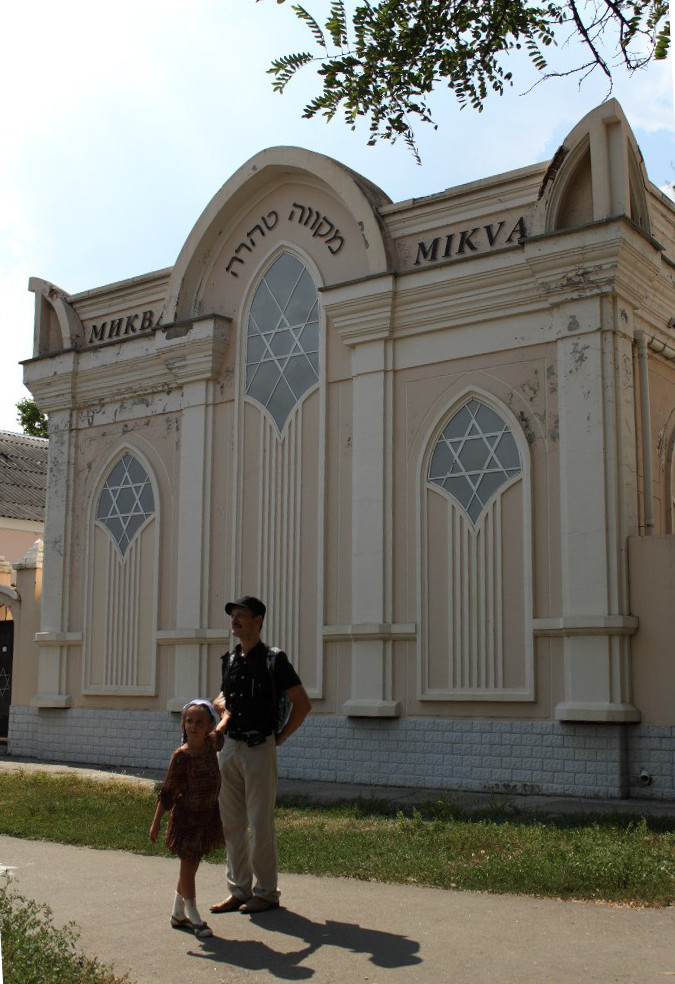
Миква Николаевской синагоги

Человек, ставший нечистым (טמא‎), не может входить в Храм. Священники не должны были также, будучи нечистыми, есть пищу, которую они получали от народа в силу своей должности.
Способы очищения от каждого вида ритуальной нечистоты разнятся, однако во всех случаях без окунания в микву очищение не наступает. Для очищения от ритуальной нечистоты требуется окунание в воду. Мудрецы разработали регламент такого окунания, в частности, установили размеры применяемого бассейна, выработали требования к источнику, откуда в бассейн поступает вода, и зафиксировали названия.

### В наше время
Сегодня законы ритуальной чистоты соблюдаются не так строго, как раньше. Единственный случай, когда эти законы соблюдаются достаточно строго, — это запрет женщине вступать в половую связь с мужем до завершения менструального кровотечения и последующего омовения в микве.
Считается неприличной встреча в микве матери и дочери.
У мужчин принято окунаться в микву после семяизвержения, а также перед праздниками, особенно перед Йом-кипуром. Многие ортодоксальные евреи омываются в микве перед шаббатом, а некоторые хасиды омываются каждое утро перед молитвой.
Обязательно окунание в микву при гиюре.
Невеста посещает микву в вечер перед свадьбой.
В микву также окунают посуду, принадлежавшую неевреям (в частности, новую посуду, не произведённую на еврейской фабрике) перед её использованием.

### В США
Почти полное исчезновение миквы в Соединённых Штатах и начавшееся недавно постепенное возвращение к ней — это история американского иудаизма в миниатюре. Когда на рубеже XIX и XX веков началось массовое переселение европейских евреев в Америку, они не нашли здесь ритуальных бассейнов; тогда наиболее благочестивые евреи, с трудом скопив какие-то жалкие гроши, начали строить себе миквы, которые были, естественно, весьма неказистыми. Но в то же время в любом квартале, который был хотя бы чуть-чуть благоустроеннее трущоб, в домах имелась канализация и стояли ванны — вещь, тогда ещё почти неведомая беднякам в Европе, да и вообще в любом другом месте и в любую другую эпоху, кроме разве что древнего Рима. Нелепо было тащиться куда-то и погружаться в тесную и запущенную микву ради соблюдения обряда очищения, когда дома было вдоволь воды и своя собственная, блистающая белым кафелем ванна.
— Воук Г. «Это Бог мой»